# Aéroport d'Aomori
Pour les articles homonymes, voir AOJ.
L'aéroport d'Aomori (青森空港, Aomori kūkō) (code IATA : AOJ • code OACI : RJSA) est un aéroport situé à Aomori au Japon.

## Situation

### Carte des 50 principaux aéroports du Japon
| Akita Amami Aomori Asahikawa Chūbu Fukuoka Fukushima Hakodate Hanamaki Hiroshima Ibaraki Ishigaki Izumo Kagoshima Kansai Kitakyushu Kobe Kōchi Komatsu Kumamoto Kumejima Kushiro Iwakuni Matsuyama Memanbetsu Miho-Yonago Misawa Miyako Miyazaki Nagasaki Nagoya Naha Tokyo · Narita Niigata Ōita Okayama Osaka Saga Sendai Shin-Chitose Shizuoka Shonai Takamatsu Tokachi-Obihiro Tokushima Tokyo · Haneda Tottori Toyama Tsushima Yamaguchi Ube |

## Compagnies aériennes et destinations

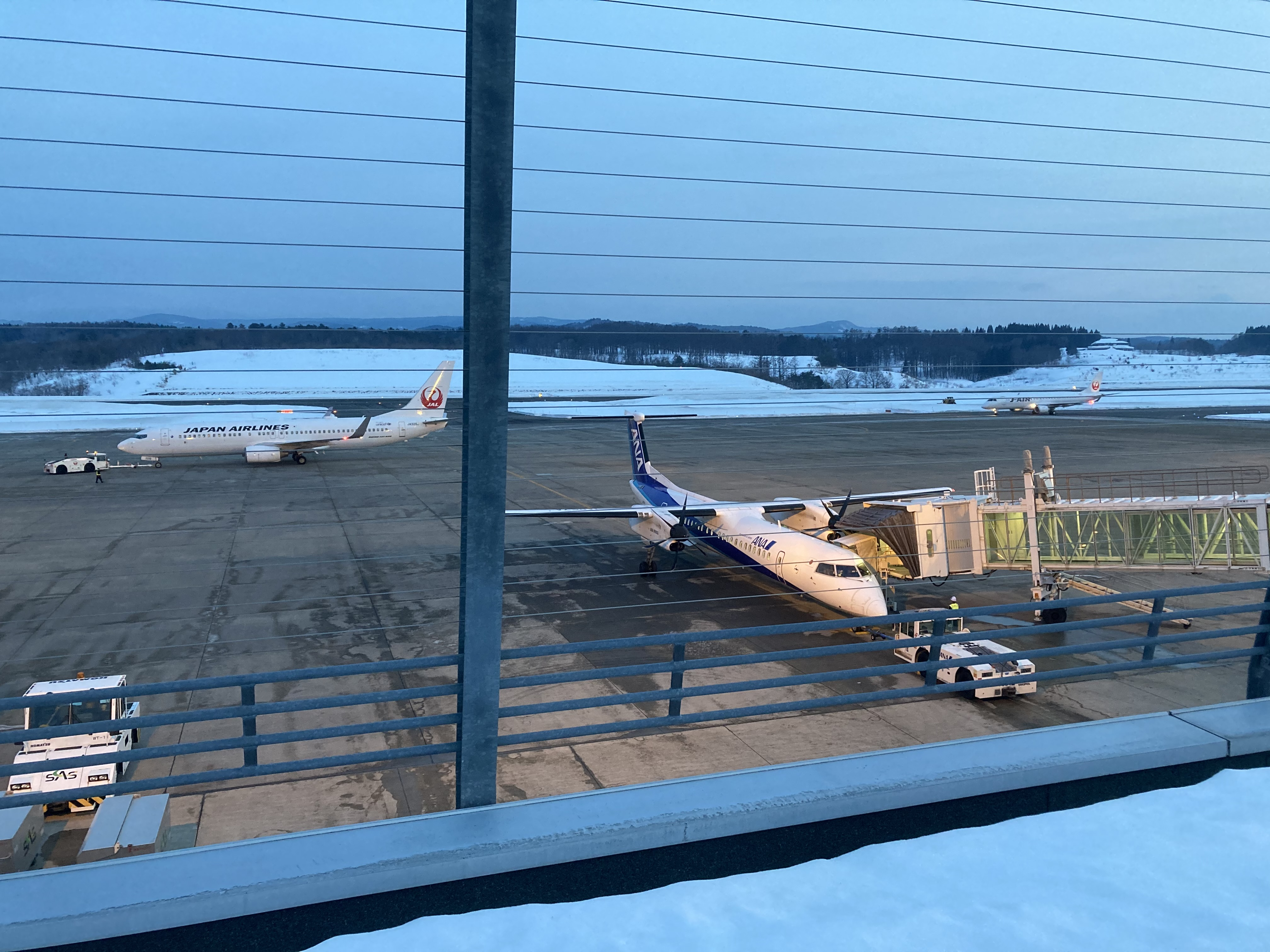
Aéroport d'Aomori en février 2021.

| Compagnies                             | Destinations                   |
| -------------------------------------- | ------------------------------ |
| All Nippon Airways opéré par ANA Wings | Osaka, Shin-Chitose            |
| EVA Air                                | Taïwan-Taoyuan                 |
| Fuji Dream Airlines                    | Nagoya                         |
| Japan Airlines                         | Tokyo-Haneda                   |
| Japan Airlines opéré par J-Air         | Osaka, Shin-Chitose            |
| Korean Air                             | Séoul-Incheon                  |
| Okay Airways                           | En saison : Tianjin Binhai     |
| Thai Airways                           | Charter : Bangkok-Suvarnabhumi |

Édité le 09/01/2020

## Statistiques
Pour des raisons techniques, il est temporairement impossible d'afficher le graphique qui aurait dû être présenté ici.

Voir la requête brute et les sources sur Wikidata.